# Патрик Бауман
Патрик Бауман (Базел, 5. август 1967 − Буенос Ајрес, 14. октобар 2018) био је швајцарски кошаркашки функционер, полупрофесионални кошаркаш и кошаркашки тренер. Почетком јануара 2003. заменио је Борислава Станковића на месту Генералног секретара Светске кошаркашке федерације (ФИБА), и на тој позицији остао све до смрти у октобру 2018. године. Такође је обављао и функцију Председника Светске асоцијације међународних спортских федерација.
Године 1990. завршио је Правни факултет на Универзитету у Лозани, а потом је 1996. стекао титулу мастера менаџмента спортске администрације на Универзитету у Лиону у Француској. Пре него је почео са радом у спортској администрацији радио је као правник на Одељењу спољне полиције у Лозани (1990−1991), а потом је обављао исту функцију у канцеларијама Банке Швајцарске у Лозани, Базелу и Санкт Галену.
Године 1994. постаје чланом ФИБА, а потом годину дана касније бива постављен на место заменика генералног секретара организације. Био је један од главних заговорника популаризације кошарке 3×3 и њеног увођења у програм Летњих олимпијских игара. Године 2007. постао је члан Међународног олимпијског комитета.
Преминуо је од последица срчаног удара који је доживео током боравка у Буенос Ајресу на Олимпијским играма младих 14. октобра 2018. године. Био је ожењен и имао је двоје деце.